# Petra Pechstein
Petra Pechstein (dawniej Petra Hinderling, ur. 26 lipca 1971) – szwajcarska lekkoatletka specjalizująca się w skoku o tyczce. Wielokrotna mistrzyni i rekordzistka kraju.

## Rekordy życiowe
- skok o tyczce - 4,20 (2002)
- skok o tyczce (hala) - 4,15 (2004)